# Meksyk na Zimowych Igrzyskach Olimpijskich Młodzieży 2012
Meksyk na Zimowych Igrzyskach Olimpijskich Młodzieży 2012, które odbywały  się w Innsbrucku  reprezentował 1 zawodnik.
Szefem misji był Carlos Pruneda.

## Skład reprezentacji Meksyku

### Skeleton
Chłopcy
| Zawodnik                 | Konkurencja | Finał   | Finał   | Finał   | Finał   |
| Zawodnik                 | Konkurencja | Zjazd 1 | Zjazd 2 | Łącznie | Miejsce |
| ------------------------ | ----------- | ------- | ------- | ------- | ------- |
| Joshua Montiel Santander | ślizg       | 1:01.85 | 1:02.52 | 2:04.37 | 14      |